# Johann Martin Manl

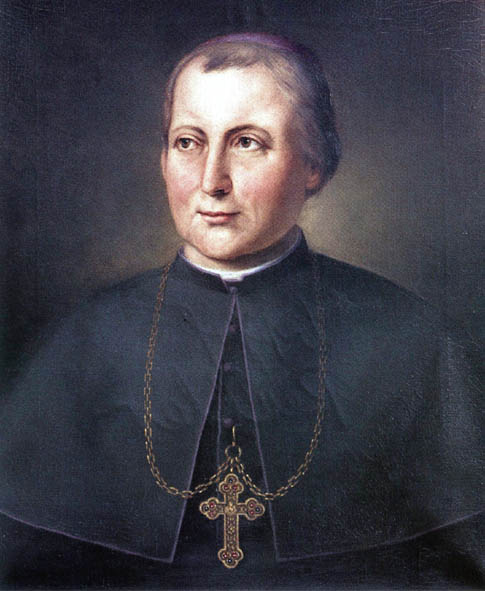
Bischof Johann Martin Manl

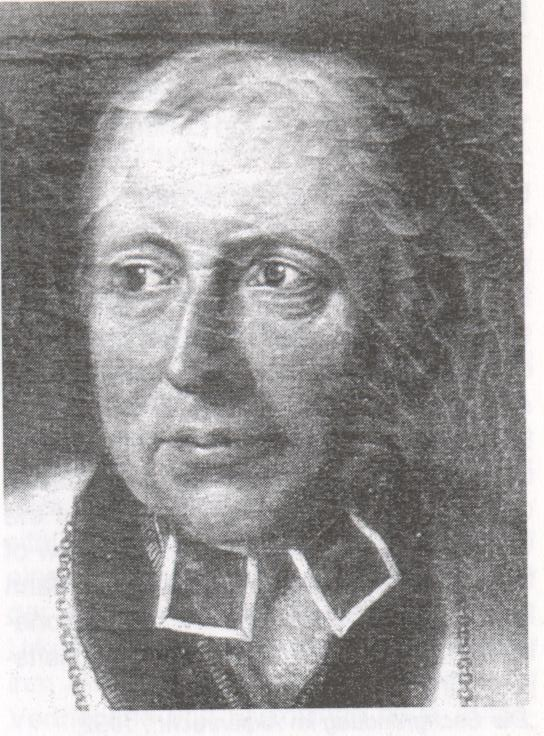
Bischof Johann Martin Manl

Johann Martin Manl, auch Johann Martin Mantel, (* 19. Januar 1766 in Mainz; † 15. Oktober 1835 in Eichstätt) war Bischof von Speyer von 1827 bis 1835 und 1835 Bischof von Eichstätt.

## Leben

### Lebensweg vor Ernennung zum Bischof
Johann Martin Manl wurde am 19. Januar 1766 als einziger Sohn des Hufschmieds Andreas Mantel und dessen Ehefrau Anne Christina geb. Oeckel in Mainz geboren. Die Eltern schrieben sich mit diesem Familiennamen und so ist Johann Martin auch im Taufregister von St. Ignaz in Mainz eingetragen. Erst später änderte er aus unbekannten Gründen seinen Namen in Manl. Er besuchte die Schule der Benediktinerabtei St. Jakob am Eichelstein in Mainz, in die er als Novize eintrat, ohne jedoch das Noviziat zu vollenden.
Das Studium der Theologie absolvierte er als Alumne des erzbischöflichen Seminars an der Universität Mainz. Am 28. März 1789 empfing er in Mainz die Priesterweihe. Seit 1790 arbeitete er als Professor (Lehrer) an der höheren Studienanstalt in Frankfurt. Als am 14. Juli 1792 der letzte römisch-deutsche Kaiser, Franz II. von dem Mainzer Kurfürsten Erzbischof Friedrich Karl Joseph von Erthal in Frankfurt gekrönt wurde und der kaiserliche Oberhofmeister Fürst Franz von Colloredo-Mansfeld einen Hauslehrer für seinen jüngsten Sohn suchte, wurde ihm Manl auf das Beste empfohlen. Die Berufung nach Wien erfolgte  am 18. November des Jahres.
1794 wurde er durch kaiserliche Protektion Propst von St. Moritz in Augsburg und 1796 zugleich Kanonikus am Konstanzer Münster, 1802 Geistlicher Rat bei der dortigen fürstbischöflichen Regierung. 1810 übernahm er die Pfarrei Allershausen im Bistum Freising. Seit 1815 war er Geistlicher Rat dieses Bistums und ab 1816 Direktor des dortigen Ehegerichtes. Am 28. Oktober 1821 wurde Johann Martin Manl als Domkapitular Mitglied des neuerrichteten Metropolitankapitels in München, im gleichen Jahr auch Offizial.

### Bischof von Speyer

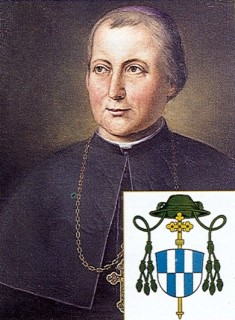
Bischof Johann Martin Manl, mit seinem Wappen.

König Ludwig I. ernannte Manl am  22. Juli 1826 zum Bischof von Speyer, Papst Leo XII. präkanonisierte ihn am 9. April 1827. Die Bischofsweihe erhielt er am 25. April 1827 von Erzbischof Lothar Anselm von Gebsattel im Dom zu München, am 29. Mai des gleichen Jahres erfolgte die Inthronisation in Speyer. In der Neueren Geschichte der Bischöfe von Speyer schreibt Franz Xaver Remling als Augenzeuge:

„Manl, damals kaum sechzig Jahre zählend, war ein gesunder, schöner, feiner Mann, von mehr als mittlerer Größe, ziemlicher Beleibtheit, länglichem, belebten Gesichte, ruhigem blauen Auge, hoher Stirne und dünngesätem, weißen Haupthaare. Er besaß einen festen aber ruhigen Schritt und edlen Anstand. Dieser war gepaart mit Freundlichkeit und Herablassung. Er hatte den besten Willen, seiner Geistlichkeit als Muster des Fleisses und der treuen Pflichterfüllung voranzuleuchten und suchte dieselbe mündlich und schriftlich für die Obliegenheiten ihres hohen Berufes zu begeistern. Hierbei sah er mit gleichem Eifer darauf, daß nicht nur alles richtig vorgeschrieben und angeordnet, sondern auch pünktlich vollzogen wurde. Vom frühen Morgen bis zum späten Abend war er – oft auf Kosten der nöthigen Erholung – bisweilen selbst mit den geringfügigsten Gegenständen der Bisthumsverwaltung beschäftigt. An der Ausübung der gewöhnlichen Seelsorge nahm Manl jedoch nie einigen Antheil. Der Kanzel längst entwöhnt, wagte er es als Bischof nicht, sie jetzt zu besteigen. Er war, seiner allseitigen Kenntnisse und sonstiger Gesprächigkeit ungeachtet, sehr befangen und verlegen, wenn er – auch bei der feierlichsten  Veranlassung – nur einige Worte der Erbauung und Belehrung sprechen sollte. Seine oberpriesterlichen Amtsverrichtungen waren mit ebenso vielem Eifer als hoher Würde begleitet. Die bei ihm Rat suchenden nahm er freundlich und herablassend auf. Er war nie – besonders in Verwaltungsgegenständen – verlegen, die gewünschten Aufschlüsse zu erteilen. Dabei wusste er jeden angenehm zu unterhalten und konnte oft ganz vertraulich werden, ohne jedoch, wo es Noth that, des nöthigen Ernstes und der gebührenden Zurechtweisung zu vergessen. Letztere erteilte er indeß lieber und schärfer schriftlich als mündlich. Seine Grundsätze in theologischer und kirchenrechtlicher Beziehung waren entschieden, strenggläubig und fest. Seine Anhänglichkeit an das Oberhaupt der Kirche und sein Gehorsam gegen dessen Anordnungen erwiesen sich stets aufrichtig und gewissenhaft. Neuerungen in kirchlichen Dingen waren ihm zuwider, ja er ließ es nicht unversucht Veraltetes der Übung wieder näher zu bringen. An bescheidenen Gehorsam und gefügige Unterwürfigkeit unter seine Oberen gewöhnt, verlangte er auch schweigsame Hinnahme seiner Vorschriften und einfaches Fügen unter seine Anordnungen. Die pfälzische Redseligkeit, die immer etwas zu erfragen, die herrschende Freisinnigkeit, die immer etwas zu bekritteln, die ungewohnte Beweglichkeit, die immer etwas Neues zu erstreben suchte, waren ihm bedenkliche Erscheinungen und wurden ihm später zur unheimlichen, drückenden Last. Ungefügigkeit und Widerspruch, den er bisweilen selbst von einzelnen Mitgliedern seiner Diözesanverwaltung zu erfahren hatte, erfüllten ihn mit großem Mißmute und machten ihn zuletzt sehr unzufrieden und mißtrauisch.“

Nach dieser Charakterisierung war er ein tieffrommer Mann mit dem besten Willen und ausgezeichneten Anlagen. Die Seelsorge blieb ihm jedoch fremd und er besaß mehr verwaltungstechnische Begabung. Manl bereiste eifrig die Pfarreien, firmte dort, schuf ein diözesanes Priesterseminar und bemühte sich sogar um eine eigene theologische Fakultät damit den angehenden Geistlichen der Aufenthalt an fremden Universitäten erspart bliebe. Er bekämpfte nachhaltig „wilde und unkirchliche“ Ehen, belebte das liturgische Leben und den Kirchengesang, war eifrig um die würdige Ausstattung des Speyerer Domes bemüht. Dem Oberhirten gelang es 1828, das Dominikanerinnenkloster St. Magdalena in Speyer wieder mit Nonnen zu besetzen. Am 9. Juni 1829, einem Pfingstmontag, empfing Bischof Manl König Ludwig I. von Bayern in Speyer, welches er anlässlich einer Pfalzreise besuchte.
Manl lebte geistig noch in der Feudalzeit und war durch seinen höfischen Aufenthalt in Wien geprägt. Er wollte zum Beispiel in der Diözese, wie im 18. Jahrhundert, wieder Frack und Schnallenschuhe als priesterliche Tracht einführen, was vom Domkapitel als anachronistisch abgelehnt wurde. Er legte Wert auf standesgemäßes äußeres Erscheinen als Kirchenfürst, ließ sich – wieder laut Franz Xaver Remling – zuweilen „im Galawagen bis zur Dompforte fahren und erschien in der Cappa Magna, deren lange Schleppe ihm ein Domvikar nachtragen mußte, was hier als gänzlich neu und nicht von allen Gläubigen mit Erbauung betrachtet wurde.“
Persönlich anspruchslos habe der Bischof jedoch dem Ansehen seines Amtes zuliebe „einen sehr kostspieligen Haushalt mit überzähliger Bedienung“ unterhalten, wozu Remling etwas sarkastisch anmerkt: „Mit Schulden bestieg er den bischöflichen Stuhl und mit Schulden wurde er zu Grabe bestattet.“
Nach und nach überwarf sich der Oberhirte mit den meisten Mitgliedern des Domkapitels. Seit 1833 erschien von ihm kein Hirtenbrief mehr, da sich Domkapitular Johannes von Geissel, der später Kardinal werden sollte, weigerte, diese weiterhin zu verfassen. Selbst mit den Freunden brach er schließlich. Sein Sekretär Franz Xaver Remling zog es 1833 vor, als Pfarrer nach Hambach zu gehen. Mit Domkapitular Bruno Würschmitt zerstritt er sich aufgrund theologischer Differenzen in der Mischehenfrage so sehr, dass er ihn 1834 bei einer Firmreise in Kreuznach kurzerhand zurückließ und allein nach Speyer abreiste.
Schließlich wandte sich Bischof Manl am 29. Januar 1835 in einem verbitterten Brief an den König und bat um Versetzung von seinem Amt. Er schrieb: „Und nun wage ich es Euerer königlichen Majestät meine überbetrübliche Lage nur in kurzen Zügen zu schildern, die mir es auch – bei täglich von allen Seiten sich erneuernden Stürmen – wohl in der nächsten Zeit hier meinem Berufe weiter zu entsprechen, moralisch und psychisch unmöglich und eine Änderung um jeden Preis nöthig machen.“ Manl bekundet in dem Brief, dass er nach bestem Wissen und Gewissen versucht habe die Diözese zu leiten und der Kirche von Speyer zu dienen; nun könne er nicht mehr und er appelliert an den Monarchen: „Möchte es doch bald möglich sein, daß ich von hier erlöst werde!“
Der König reagierte auf den Hilferuf des Bischofs und auf den Wunsch des überwiegenden Teiles des Pfälzer Klerus, berief ihn mit Datum vom 25. März gleichen Jahres aus Speyer ab und ernannte ihn zum Oberhirten von Eichstätt. Die Verabschiedung verlief dennoch harmonisch und der Bischof sei zu Tränen gerührt gewesen. In seinem Abschiedsschreiben vom 28. Mai 1835 an das Speyerer Domkapitel heißt es: „Die letzte Bitte die ich nun noch an Sie habe ist, daß Sie mich in Ihrem Andenken erhalten und in Ihrem frommen Gebete für mich Kraft und Stärke in Erfüllung meines neuen Berufes und Gottes heiligen Beistand zum gedeihlichen Wirken erflehen, ich aber ertheile Ihnen mit gerührtem Herzen meinen bischöflichen Segen.“ An Pfingsten nahm der scheidende Bischof noch einmal am Hochamt im Kaiserdom teil, jedoch nicht auf dem Thron, sondern an einem einfachen Betstuhl im Stiftschor.

### Bischof von Eichstätt
Am 15. Juni 1835 reiste er aus Speyer ab. Domvikar Anton Spiehler, sein damaliger Sekretär, begleitete ihn über München bis nach Eichstätt, wo sie am 27. Juni eintrafen. Die dortige Amtseinführung fand am 1. Juli statt. Schon im Oktober erkrankte der 68-jährige Bischof an einer Lungenentzündung, der er am 15. des Monats erlag. Auf dem Sterbebett habe er laut geklagt: „Ich habe der Diözese Eichstätt nichts Gutes erweisen können!“
Am 19. Oktober 1835 wurde Johann Martin Manl in der Kathedrale zu Eichstätt beigesetzt.